# Xiphiopsylla lippa
Xiphiopsylla lippa  (лат.) — вид блох из семейства Xiphiopsyllidae.  Восточная Африка: Кения и Танзания.
Среди хозяев отмечены мышиные следующих родов и видов: Lophuromys aquilus, восточноафриканская кротовая крыса (Tachyoryctes splendens), Lophuromys flavopunctatus, Lemniscomys striatus, короткоухая соня (Graphiurus microtis) и некоторые другие.
Имеют зубчики на абдоминальных 1-4 сегментах. 8-й тергит самцов хорошо развит, а 9-й тергит самок полностью редуцирован. Торакс и брюшко покрыты однообразными утолщенными щетинками.
Длина самок 2,8—2,9 мм, самцов — 2,1—2,5 мм.